# Ejército de la Polonia del Congreso
El Ejército de la Polonia del Congreso se refiere a las fuerzas militares del Zarato de Polonia que existieron en el período de 1815-1831.

## Historia
El ejército estuvo formado incluso antes de la Polonia del Congreso, en 1814, y se basó en el antiguo Ejército del Ducado de Varsovia. Su creación estuvo confirmada por la Constitución del Reino de Congreso. El ejército participó en la Revuelta de noviembre contra los rusos. El levantamiento comenzó cuando un grupo de jóvenes oficiales intentaron, sin éxito, asesinar al Gran Duque Constantino.
 La derrota del levantamiento en 1831 marcó el final de la existencia de un ejército polaco regular durante casi un siglo. Esté abolido con la constitución nueva de 1832, el Estatuto Orgánico del Reino de Polonia, fue incorporado al Ejército ruso.

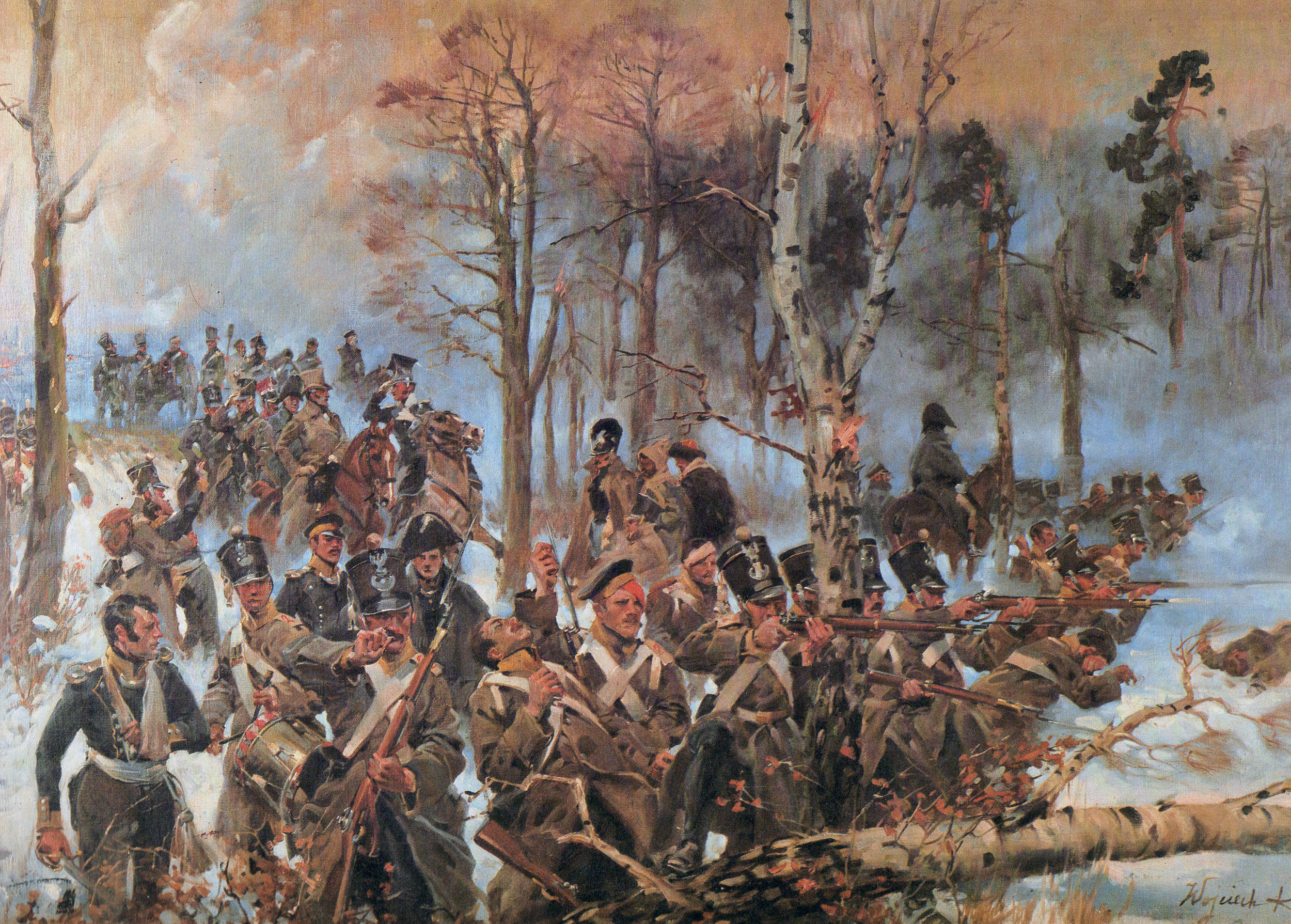
Batalla de Olszynka Grochowska, durante el levantamiento de noviembre.

## Cultura y entrenamiento

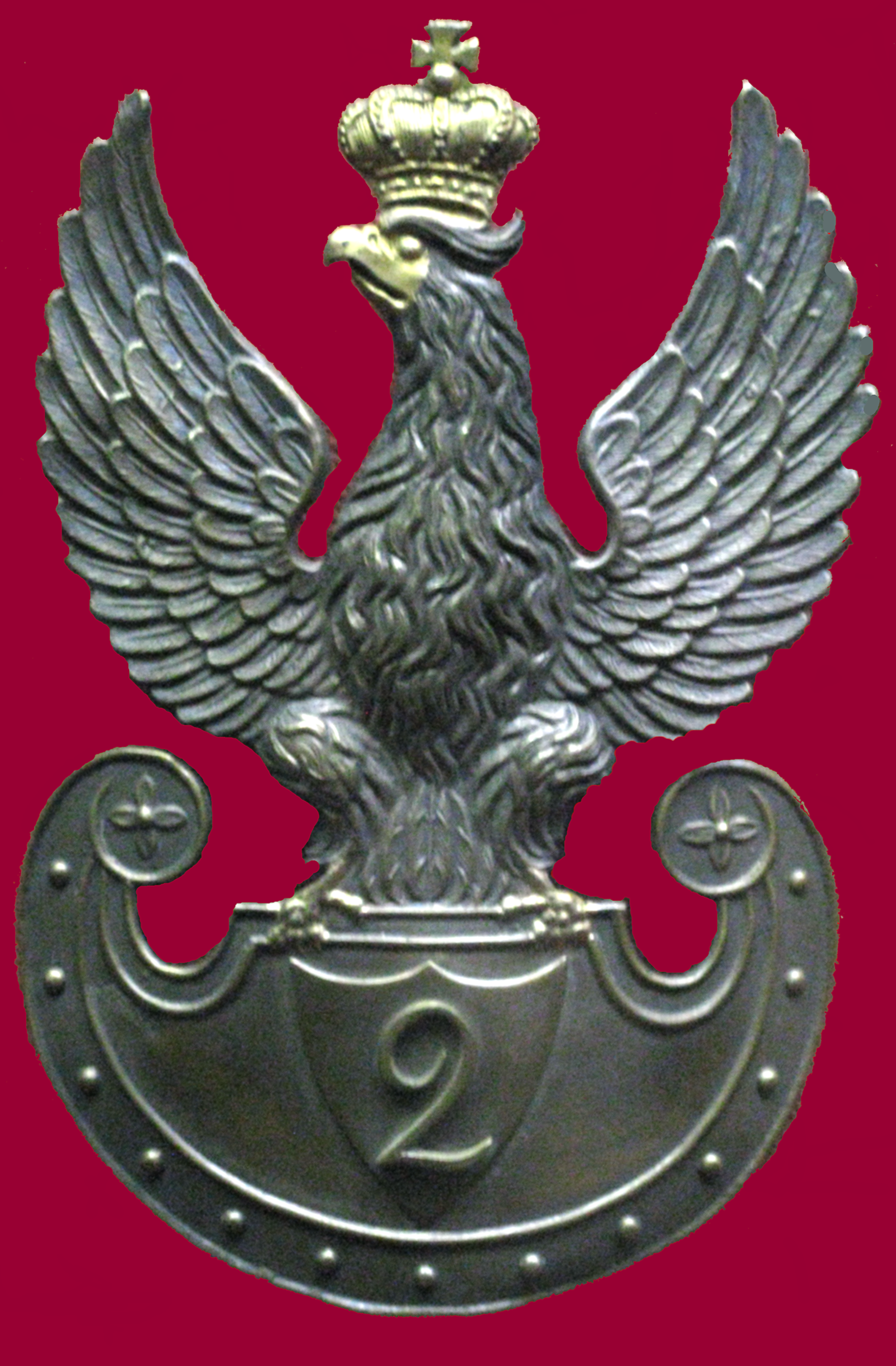
Insignia de oficial del 2° Regimiento de infantería

El ejército conservó los anteriores uniformes polacos. Este fue reorganizado siguiendo el modelo del ejército ruso, con divisiones de infantería y de caballería, brigadas de artillería y baterías, y un cuerpo de ingenieros. También se formaron un regimiento de granaderos y de rifles montados.
El servicio militar obligatorio se estableció en 10 años, con la opción de comprar un  tiempo fuera. El ejército estaba bien entrenado, con una nueva escuela de cadetes en Kalisz, varias escuelas de formación podchorąży, y una escuela militar superior en  Varsovia.
El coste de mantener el ejército era cercano al 50% del presupuesto del Reino.

## Composición y tamaño
Los comandantes polacos notables del ejército incluyeron a Ignacy Prądzyńesquí y Józef Bem, y el general Jan Henryk Dąbrowski. Su comandante en jefe nominal era el Gran Duque ruso Constantine Pavlovich de Rusia, a pesar de que para más propósitos el Ejército estuvo mandado por un Consejo Militar.
El ejército en tiempos de paz tenía de 28.000 a 30.000 hombres (las fuentes varían). Durante el levantamiento de noviembre, se amplió a 100.000. De eso, alrededor de 57.000 podrían ser vistos como tropas calificadas de primera línea.
Antes del levantamiento, el Ejército estaba compuesto por dos divisiones de infantería con tres brigadas cada una, dos divisiones de caballería con dos brigadas cada una y dos brigadas de artillería (una de caballería y una de infantería). Cada brigada de infantería tenía alrededor de 3.600 efectivos, cada brigada de caballería tenía aproximadamente la mitad de ese tamaño.

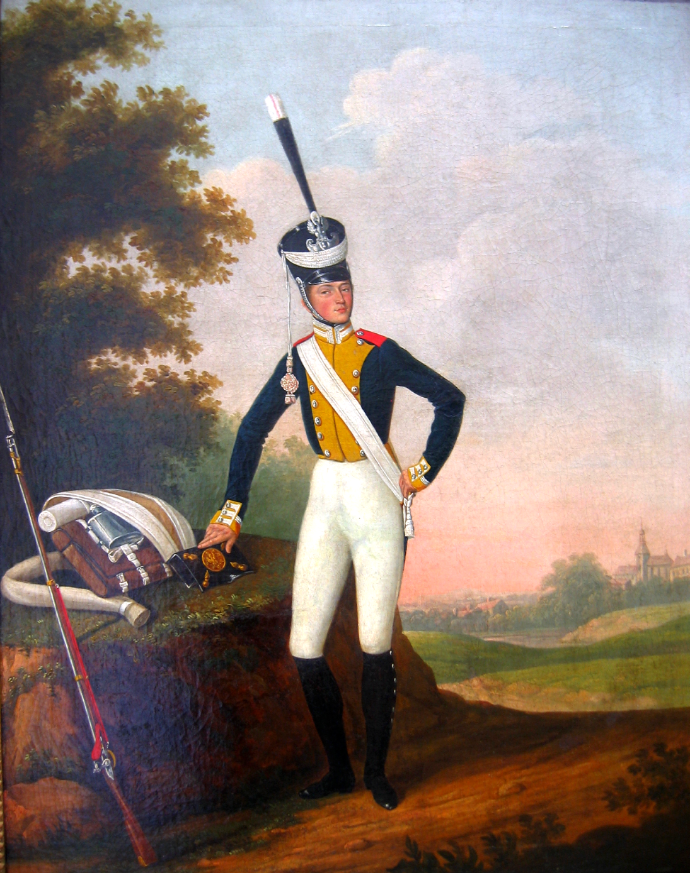
Soldado de infantería.
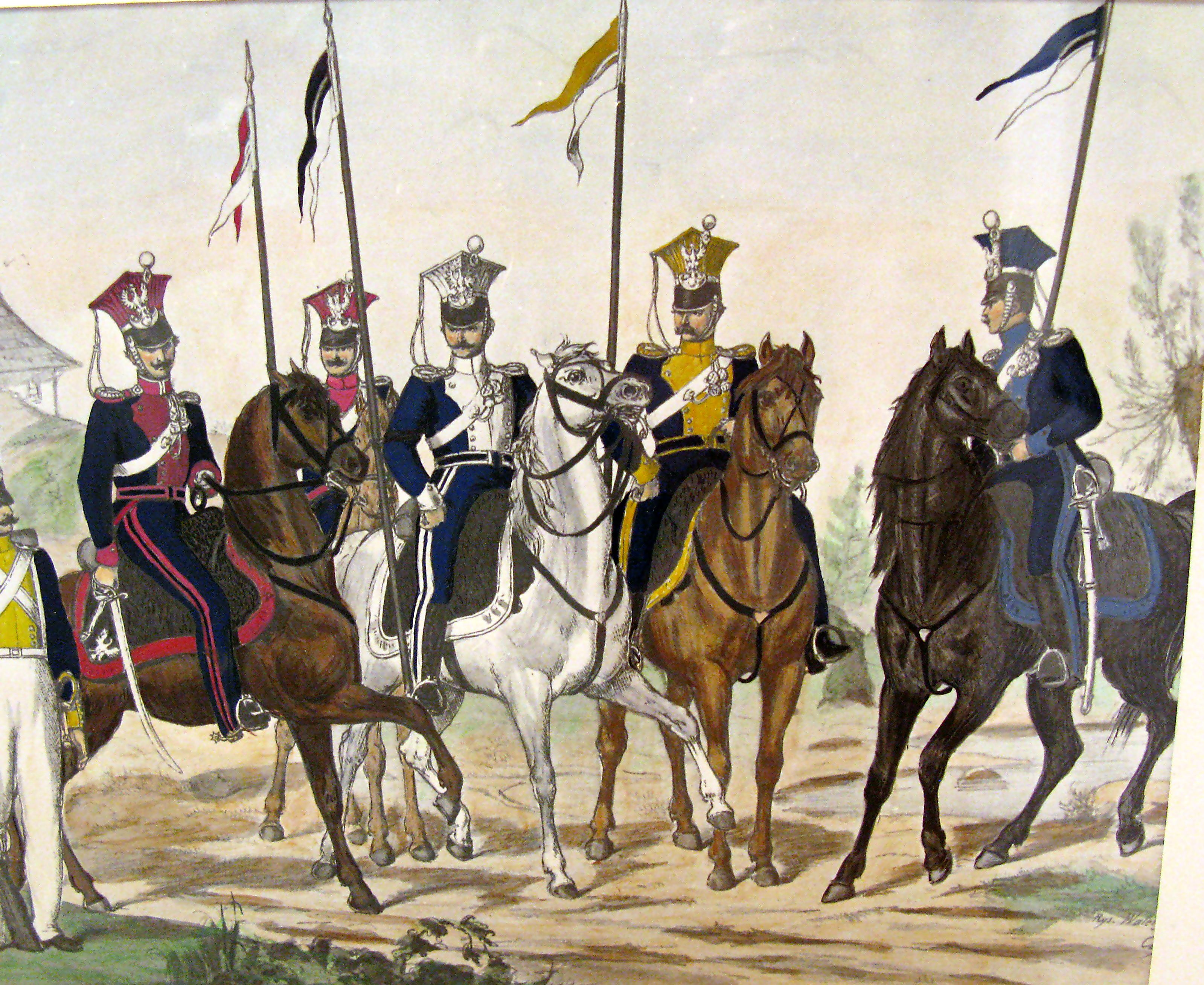
Ulanos.
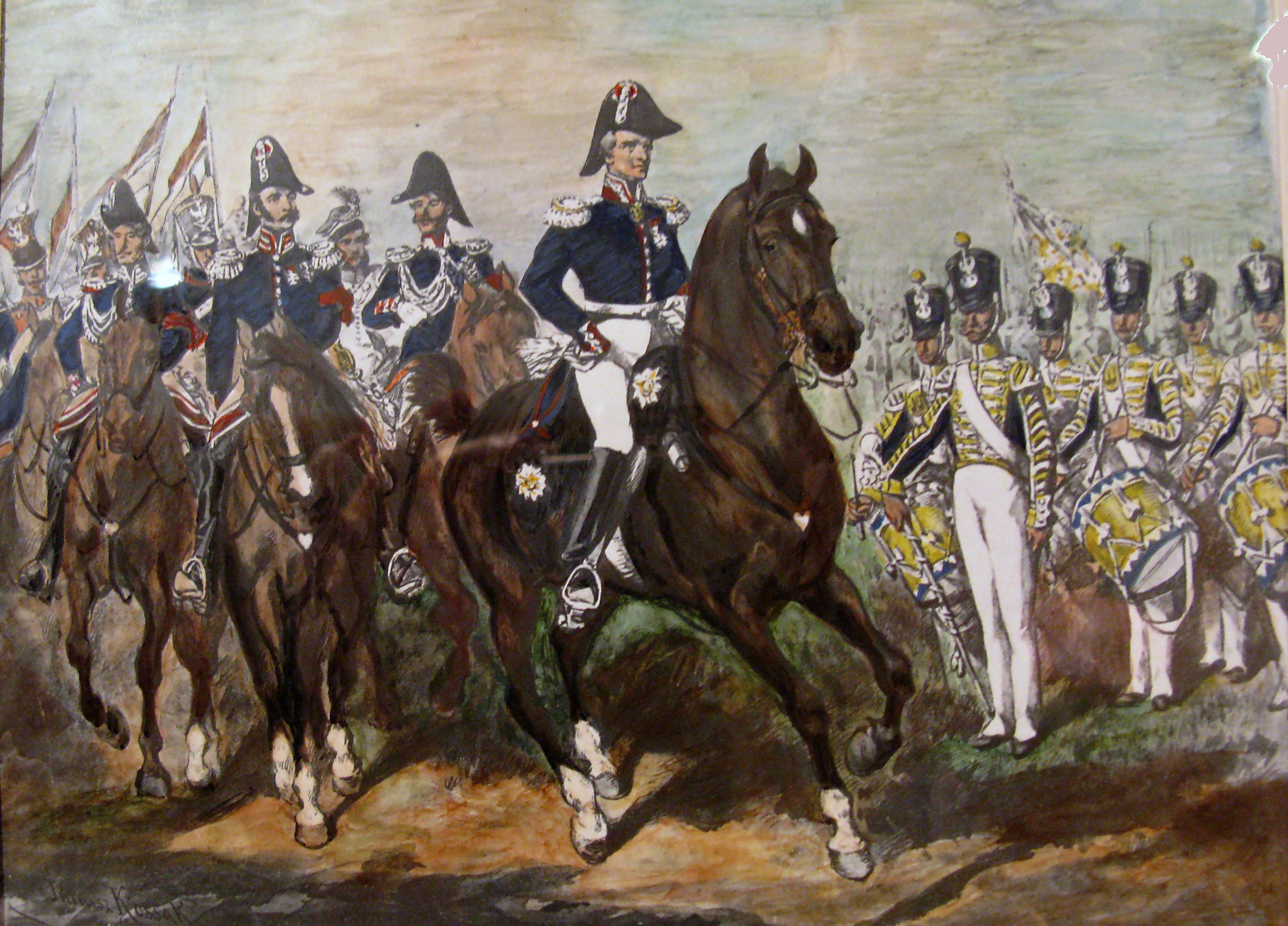
Estado mayor durante el levantamiento de noviembre.
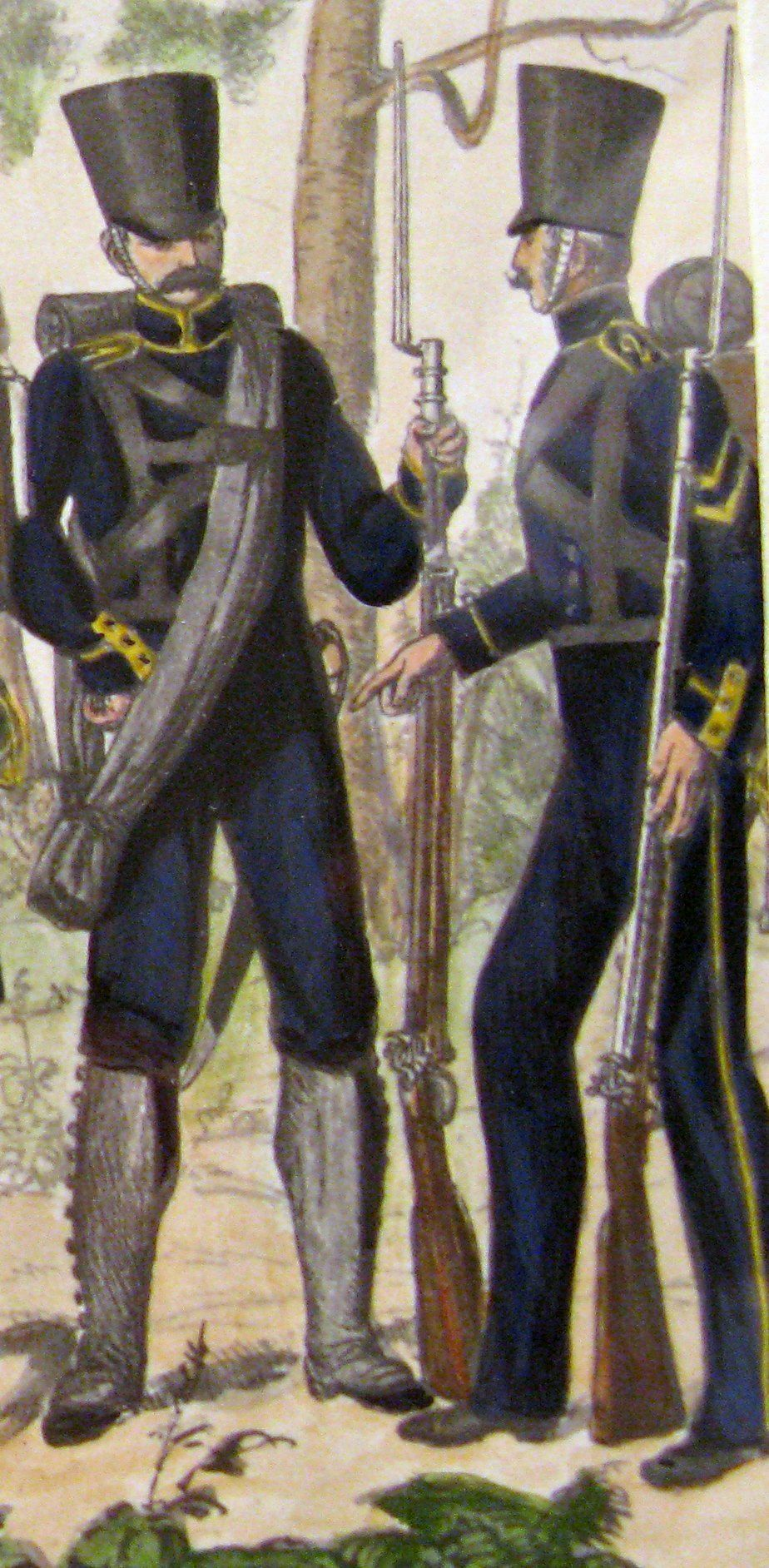
Chasseurs a pie.
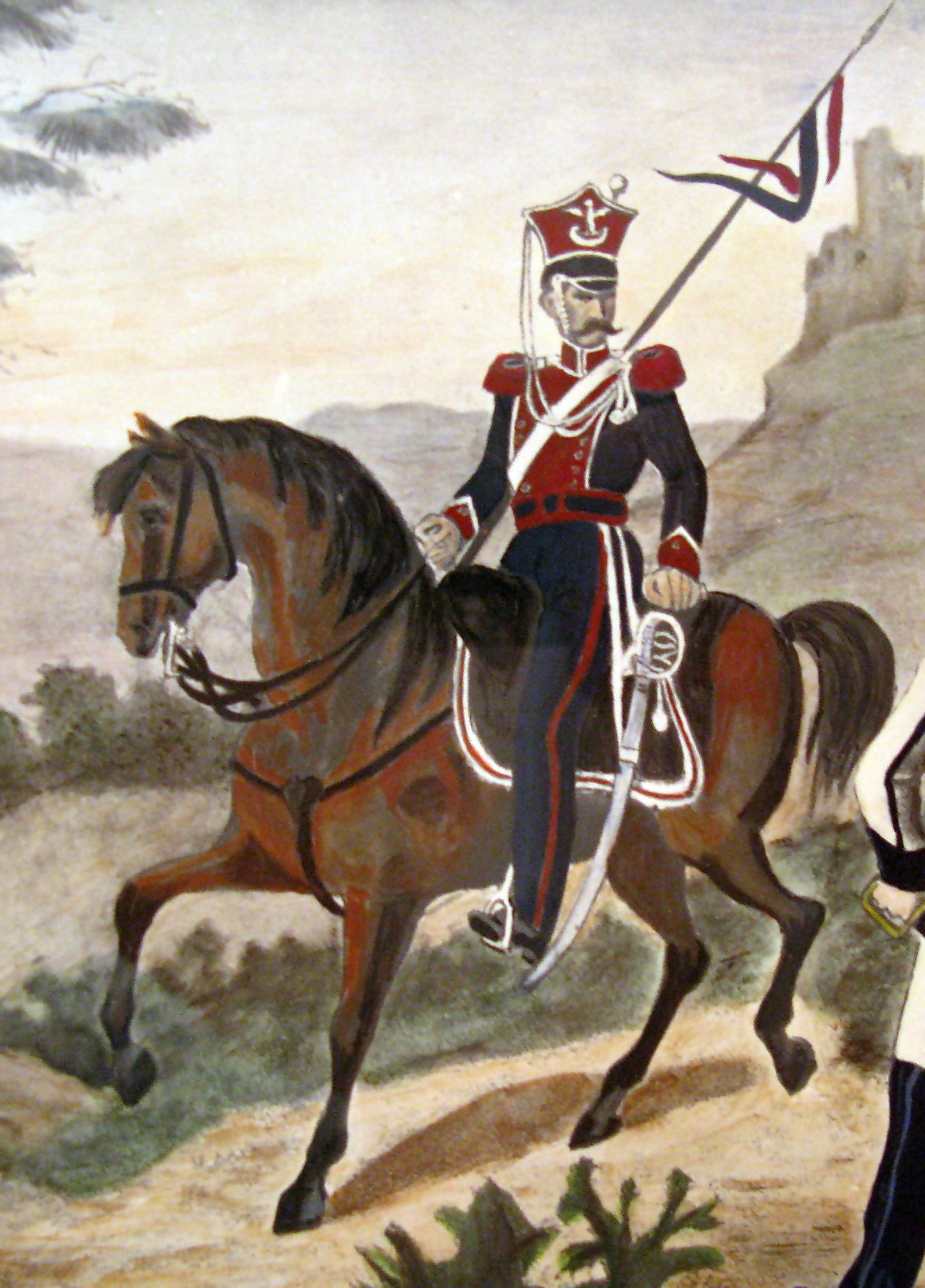
Jinete del 11° regimiento de ulanos.
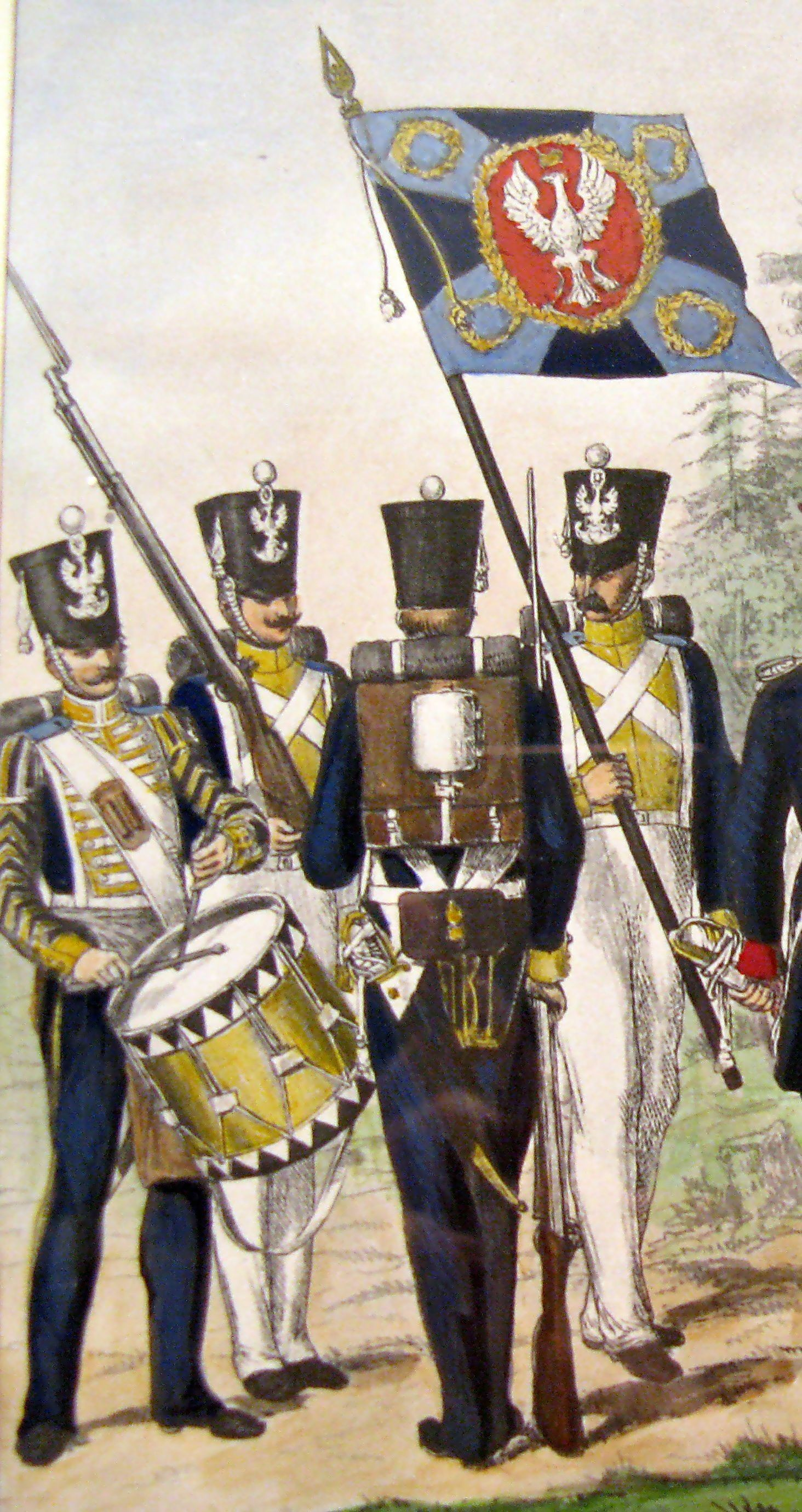
Soldados de los regimientos 5°,6° y 7° de infantería.
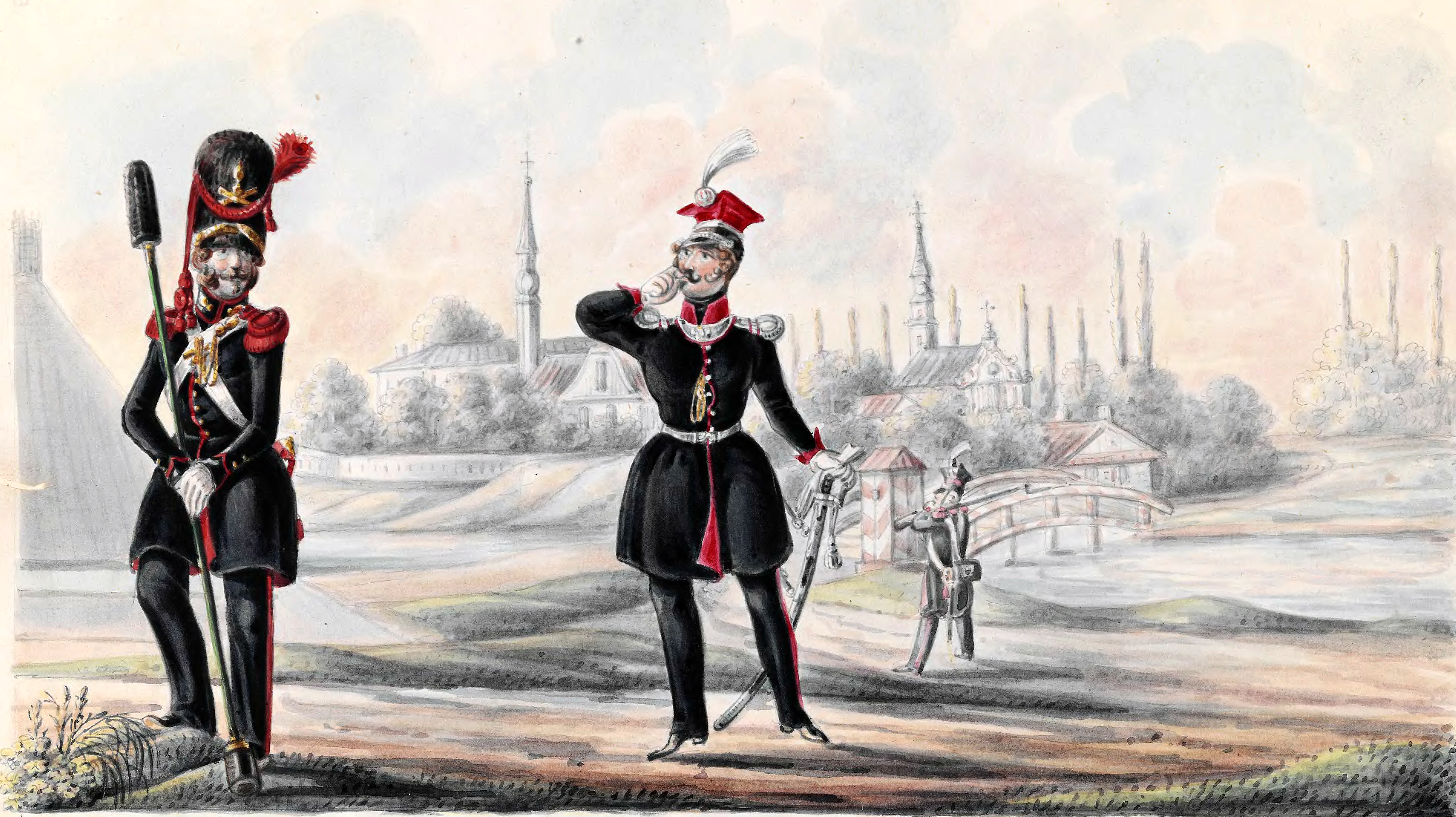
Guardia nacional.
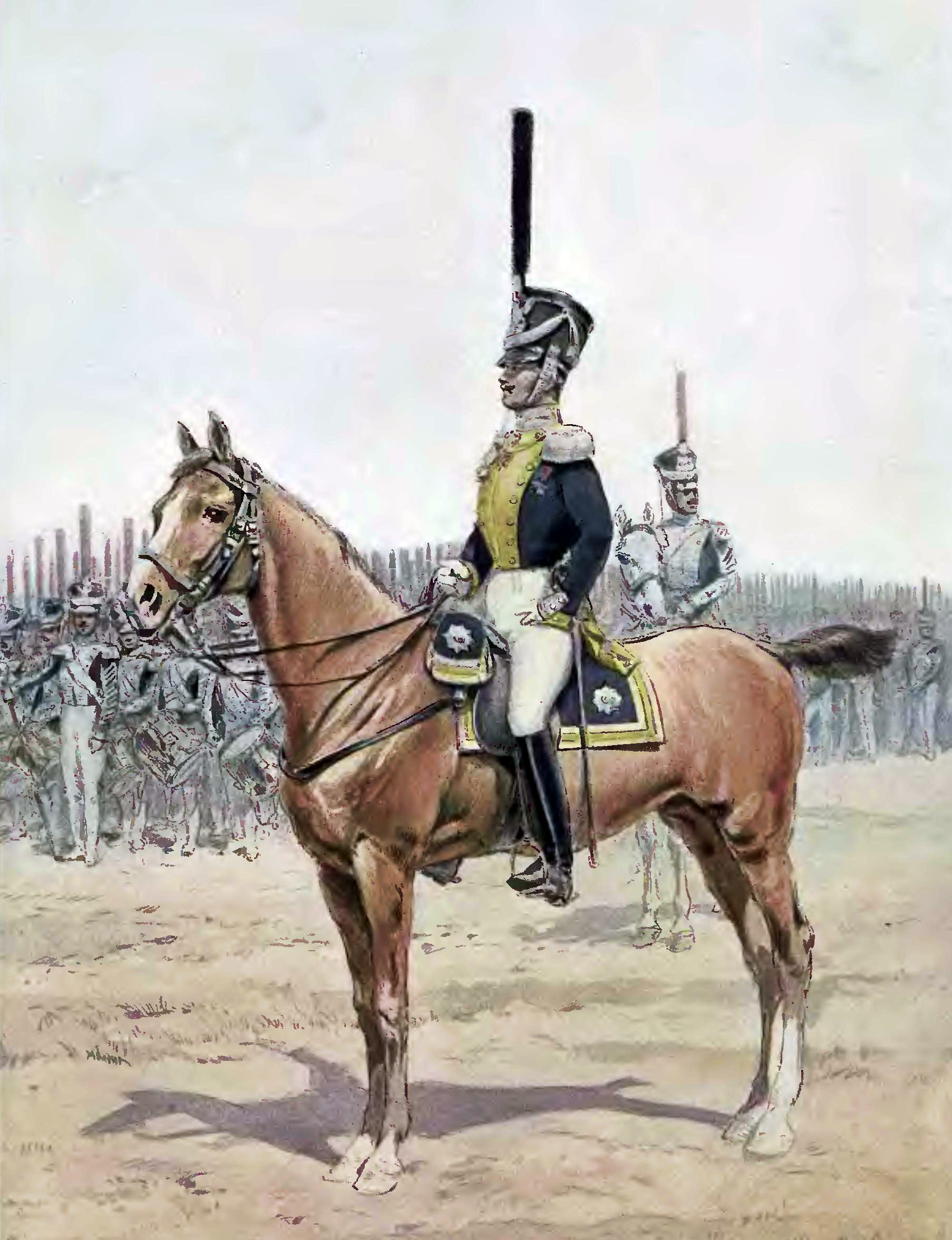
Guardia de granaderos.
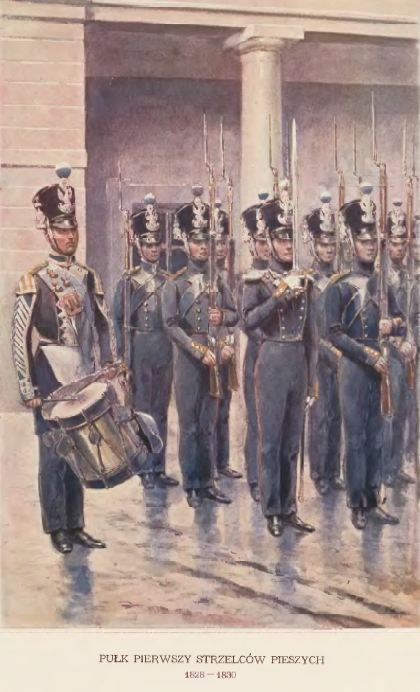
Tiradores